# Der Aufstieg des Menschen
Der Aufstieg des Menschen (The Ascent of Man) 1973 ist eine, in Zusammenarbeit mit Time-Life-Films entstandene, Dokumentationsserie des BBC, die von Jacob Bronowski geschrieben und präsentiert wurde. Die in dreizehn Episoden unterteilte Serie wurde auf 16-mm-Film gedreht. Produktionsleiter war Adrian Malone, während Dick Gilling, Mick Jackson, David Kennard und David Paterson für die Regie zuständig waren.
Der Titel bildet eine Anspielung auf Charles Darwins Buch The Descent of Man. Im Verlauf der dreizehn Episoden reist Bronowski um die Welt, um die Entwicklung der menschlichen Gesellschaft nicht durch die Kunst, sondern durch das jeweilige Zeitverständnis der Wissenschaft zu verfolgen. Obwohl The Ascent of Man nicht speziell als Gegenposition zu Kenneth Clarks Dokumentation Civilisation: A Personal View, in der Clark die Kunst als größere Antriebskraft der kulturellen Evolution bezeichnete, geschrieben wurde, können die Serien dennoch als Dialog zwischen diesen beiden fundamentell verschiedenen Philosophien gesehen werden. Beide Serien wurden von David Attenborough in Auftrag gegeben, zu dieser Zeit Aufseher bei BBC2. Die Serie wurde bald darauf auch im deutschen und schweizerischen Fernsehen gezeigt und für den Schulunterricht bereitgestellt.
Das Buch Der Aufstieg des Menschen – Stationen unserer Entwicklungsgeschichte (The Ascent of Man: A personal view) von Bronowski ist nahezu eine Wort-für-Wort-Umsetzung der Reihe, die nur durch das Fehlen mancher Filmbilder von der Vorlage abweicht. Das reich bebilderte Buch zählt zu den gelungensten populären Darstellungen der menschlichen Evolution und wurde in Deutschland mehrfach neu aufgelegt.
Nach nur wenig mehr als einem Jahr, nachdem die Serie ausgestrahlt wurde, starb Bronowski.
Die Serie liegt in Großbritannien auf DVD vor.

## Episodenübersicht
1. "Nicht den Engeln gleich" (Lower than the Angels)
2. "Die Ernte der Zeiten" (The Harvest of the Seasons)
3. "Der Kern im Stein" (The Grain in the Stone)
4. "Die verborgenen Strukturen" (The Hidden Structure)
5. "Die Sphärenmusik" (Music of the Spheres)
6. "Die Kunde von den Sternen" (The Starry Messenger)
7. "Das majestätische Uhrwerk" (The Majestic Clockwork)
8. "Das Streben nach Energie" (The Drive for Power)
9. "Die Schöpfungspyramide" (The Ladder of Creation)
10. "Welt in den Welten" (Worlds within Worlds)
11. "Gewissheit oder Gewissen" (Knowledge or Certainty)
12. "Von Generation zu Generation" (Generation upon Generation)
13. "Die lange Kindheit" (The Long Childhood)

## Buchveröffentlichung
- Jacob Bronowski: Der Aufstieg des Menschen. : Stationen unserer Entwicklungsgeschichte. Ullstein Verlag, Frankfurt/Main, Berlin, Wien 1976, ISBN 3-550-07471-9, S. 447 (Originaltitel: The ascent of man. Übersetzt von Gustav Kemperdick).